# Osnovno, dragi Data
Osnovno, dragi Data (eng. Elementary, Dear Data) je treća epizoda druge sezone američke znanstveno-fantastične serije Zvjezdane staze: Nova generacija. 

## Radnja
Kada Enterprise dođe tri dana ranije na mjesto sastanka s brodom USS Victory, posada napokon dobije malo zasluženog slobodnog vremena.
Znajući da je Data ljubitelj romana Sherlocka Holmesa, Geordi ga pozove u holodek, u stari viktorijanski London kako bi riješili jednu slavnu detektivsku zagonetku. Geordi igra Doktora Watsona, dok Data Holmesa, ali posjet traje vrlo kratko, jer je Data zapamtio sve knjige o Sherlocku Holmesu te može riješiti zločin bez problema.

Nakon toga, Geordi pokušava objasniti Dati razliku između dedukcije i memoriranja. Doktorica Pulaski slučajno čuje njihov razgovor i izazove Datu da riješi pravi zločin, u stilu Sherlocka Holmesa. Geordi naredi kompjuteru da napravi originalnu misteriju i protivnika koji može poraziti Datu.
Doktorica im se pridružuje, te svi troje krenu prema holo-Londonu. Ali njihova igra prestane biti igra kada Katherine otme Holmesov smrtni neprijatelj, profesor James Moriarty. Iako je pronađu, ne mogu je izvući iz holodeka jer je Moriarty preuzeo kontrolu nad holodekom.

Napuštajući holodek, Geordi i Data obavijeste posadu o situaciji. Saznaju da kompjuter nije stvorio protivnika dostojnog inteligenciji Sherlocka Holmesa nego inteligenciji Date, što znači da je Moriarty postao vrlo inteligentan. Picard inzistira na povratku u London s Datom kako bi spasio Kate.
Data odvede Picarda Moriartyu, koji još uvijek drži Kate zatočenom. Iako Data priznaje poraz svom protivniku samo da bi prekinuo cijelu igru, Moriarty želi više. On želi napustiti holodek i postati stvaran. Na sreću, Picard uspije uvjeriti Moriartya da još uvijek ne znaju kako umjetnu stvorenu holodek materiju pretvoriti u stvarni, trajniji oblik, nakon čega Moriarty oslobodi Kate.

## Vanjske poveznice
- Osnovno, dragi Data na startrek.com  Arhivirana inačica izvorne stranice od 15. srpnja 2009. (Wayback Machine)